# Ђоко Марић
Ђоко Марић (Тишковац Лички, 5. мај 1915 — Милвоки, 30. март 2010) био је командант пука Краљ Петар Други у Динарској четничкој дивизији за време Другог светског рата.

## Биографија
Ђоко Марић рођен је 5. маја 1915. године у селу Тишковац код Срба у Лици од оца Петра и мајке Стане. Имао је четири брата (Тривуна, Момчила, Милана и Мирка) и пет сестара (Драгу, Смиљу, Мику, Милку и Даницу). После завршене основне и средње школе (Трговачке академије) бавио се трговачким пословима. Одмах после пропасти Краљевине Југославије 10. априла 1941. године, одметнуо се у планине. У времену од 10. априла до 27. јула 1941. био је један од главних организатора устанка на тромеђи Лике, Босне и Далмације. За време рата тј. после устанка био је један од организатора четничких пукова и дивизије. После смрти свог брата војводе Мирка Марића септембра 1942. године, преузео је команду над пуком Краљ Петар Други. Уврштен је у ранг четничких војвода 22. марта 1943. године. Одликован је златном медаљом Милоша Обилића и Карађорђевом звездом за храброст. Формирао је децембра 1944. године Летећу бригаду (чији је био командант) као ударну снагу са којом је крчио пут Динарској четничкој дивизији од Доњег Лапца до Словеначке Бистрице.
Из Словеначке Бистрице се 7. јануара 1945. године са добровољцима поново вратио преко усташке НДХ за Босну, где је са генералом Дражом Михаиловићем успоставио директне везе преко својих курира. Тада је од генерала Михаиловића постављен за команданта свих четничких снага Лике, Западне Босне и Далмације. При крају 1946, прешао је илегално и под оружјем југословенско-италијанску границу у италијански град Трст. Прошао је кроз логоре Италије и Немачке. У Америку се доселио 1951. године. Један је од оснивача Организације српских четника „Равна гора”. На првом конгресу изабран је за првог потпредседника. За председника организације изабран je 1957. године и на том положају био је до 1971. године. На Свесрпском конгресу биран је за потпредседника конгреса и Српске народне одбране. Био је уредник Четничких новина из Милвокија које је и основао 1962. године. Објавио је три књиге.
Преминуо је 30. марта 2010. године. Сахрањен је 6. априла 2010. на манастирском гробљу манастира Нова Грачаница у Терд Лејку. Опело и сахрану извршили су епископ новограчаничко-средњозападноамерички г. Лонгин са три свештеника.

## Објављене књиге
- „Споменица у славу 25-годишњице Трећег српског народног устанка на Равној гори, 1941–1966” (1966)
- „Ђенерал Дража Михаиловић 1946–1971” (1971)
- „Албум српских четника ђенерала Драже Михаиловића” (1979)